# Architektur in Liberia
Der Artikel Architektur in Liberia gibt einen Überblick über Geschichte und Gegenwart der Architektur in Liberia, festgemacht an Bauwerken, die das Bild der Hauptstadt Monrovia und zahlreicher Siedlungen und Städte in Liberia prägen und an herausragenden Baumeistern, Architekten und Ingenieuren, die in Liberia gewirkt haben oder wirken.

## Traditionelle Baustile
Die traditionelle Bauweise der indigene Bevölkerungsgruppen hat sich über Jahrhunderte an die Lebensbedingungen im tropischen Regenwald und der Savanne angepasst und besteht aus einfachen, mit Blätterdach gedeckten Holzhütten oder aus Lehmhäusern mit Strohdach in den Savannen. Regional unterschiedlich sind Schmuckformen – beispielsweise schnitzwerkverzierte Balken, auch das Mobiliar wird oft kunstvoll verziert.

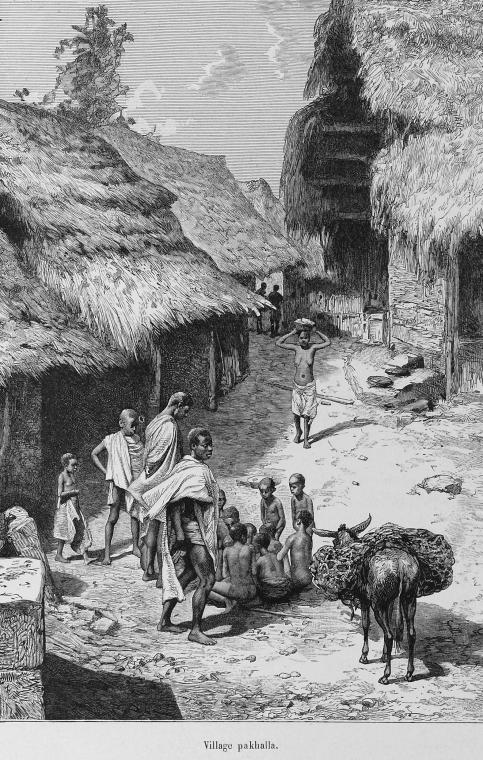
Siedlung in der Regenwaldzone
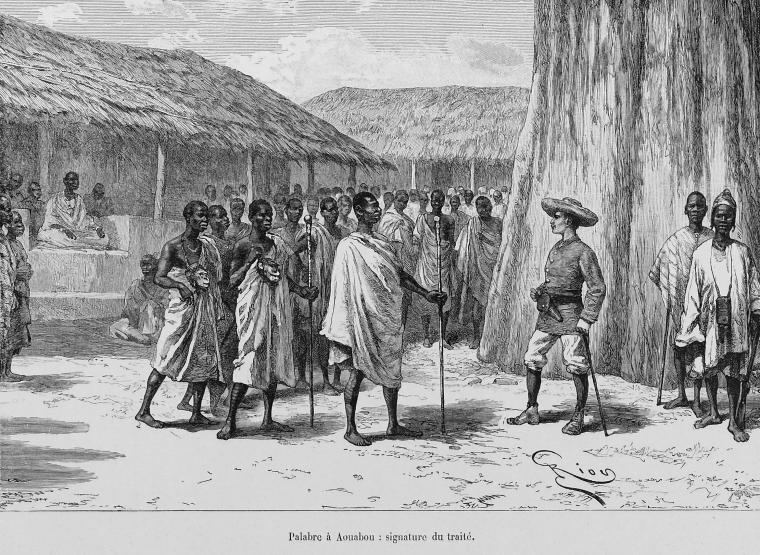
Siedlung in der Savanne
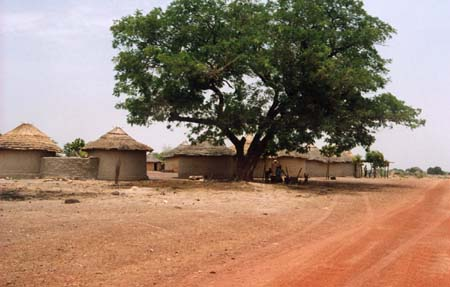
Siedlung mit traditionellen Rundhütten
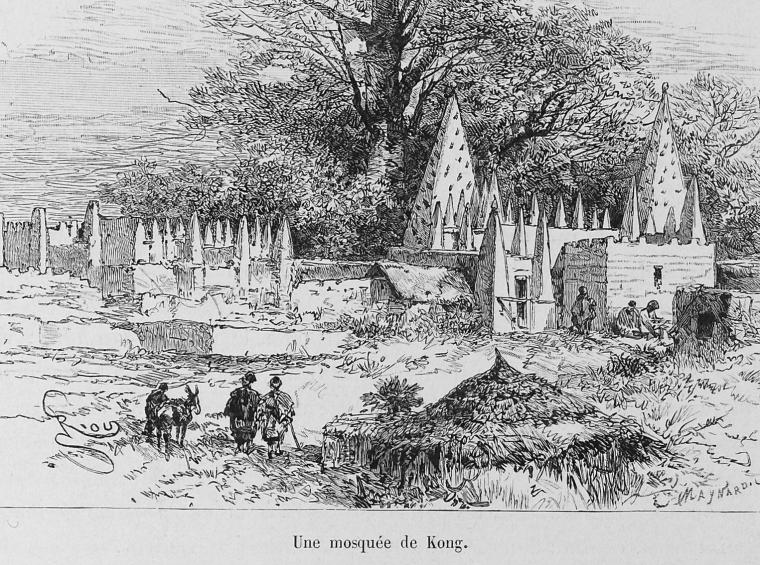
Moschee in der Savanne

### Bauformen des tropischen Regenwaldes
Das in der Regenwaldregion dominierende „Firstdachhaus“ ist 4 bis 5 Meter lang und einen hat eine Grundfläche von etwa 20 Quadratmetern. Das zum Hausbau benötigte Material wird aus der unmittelbaren Umgebung des Siedlungsplatzes bezogen und besteht aus vegetabilen Baustoffen, beispielsweise geflochtenen Matten, Palmblättern, Reisig und Stroh sowie bearbeiteten Hölzern für die tragenden Ständerkonstruktionen. Die Standzeit der Häuser ist wegen der verwendeten Baumaterialien begrenzt und setzt häufige Instandhaltungsarbeiten voraus. Andererseits ist der relativ häufige Wechsel zu einem neuen Siedlungsplatz im Regenwald wegen der vorherrschenden landwirtschaftlichen Anbaumethoden erforderlich. Die Häuser bilden entlang von Flussläufen oder Wegen zeilenförmige Siedlungsstreifen aus. Der zentrale Versammlungsplatz des Ortes befindet sich in der Ortsmitte und weist neben dem Haus des Häuptlings oder Dorfältesten auch die gemeinsam genutzten Lager- und Speicherhäuser sowie verschiedene Sondergebäude (Kulträume) auf.

### Bauformen der Savannen
Die Hausarchitektur der Savannenregion hat das zylindrische Rundhaus übernommen, das überwiegend aus Lehm erbaut wird. Die Errichtung dieser Gebäude ist aufwändiger und setzt meist die Mithilfe des Familienklans oder der Dorfbevölkerung voraus. Diese Häuser haben einen Durchmesser von drei bis fünf Metern und eine nutzbare Fläche von etwa 20 Quadratmetern. Der im Zentrum der Konstruktion stehende Mittelpfahl trägt den Dachstuhl, der typischerweise aus kegelförmig angeordneten Sparren besteht und mit Stroh gedeckt ist. Aus den Lebensgewohnheiten der Bevölkerung resultiert eine starke Differenzierung der Gebäudenutzung. Die in den Savannen errichteten Siedlungen werden als Rundlinge angelegt, jede Großfamilie bewohnt einen Gebäudekomplex mit Wohn- und Schlafhütten und Sondergebäuden (Quarantänehütte, Gebärhütte, Menstruationshütte, Totenhütte) sowie Lagerhütten und Stallungen. Diese Anlage wird zum Schutz vor Wildtieren und Dieben mit einem alle Gebäude umschließenden Zaun, einer Dornenhecke oder einer Lehmwand gesichert. Je nach Größe des Gehöftes befindet sich rings um dieses Gehöft ein intensiv als Garten- und Feld genutztes Grundstück.

### Sonderformen
Sonderformen der Architektur sind die von den Muslimen errichteten Moscheen und verschiedentlich errichtete Palastbauten.

## Architektur der Gründungszeit
Die nach Afrika eingewanderten ehemaligen Sklaven wollten diese traditionellen Hausformen nicht übernehmen und kopierten die in den Südstaaten der USA populäre Architektur. Eine geringe Zahl von Regierungs- und Verwaltungsgebäude blieben aus dieser Zeit erhalten.

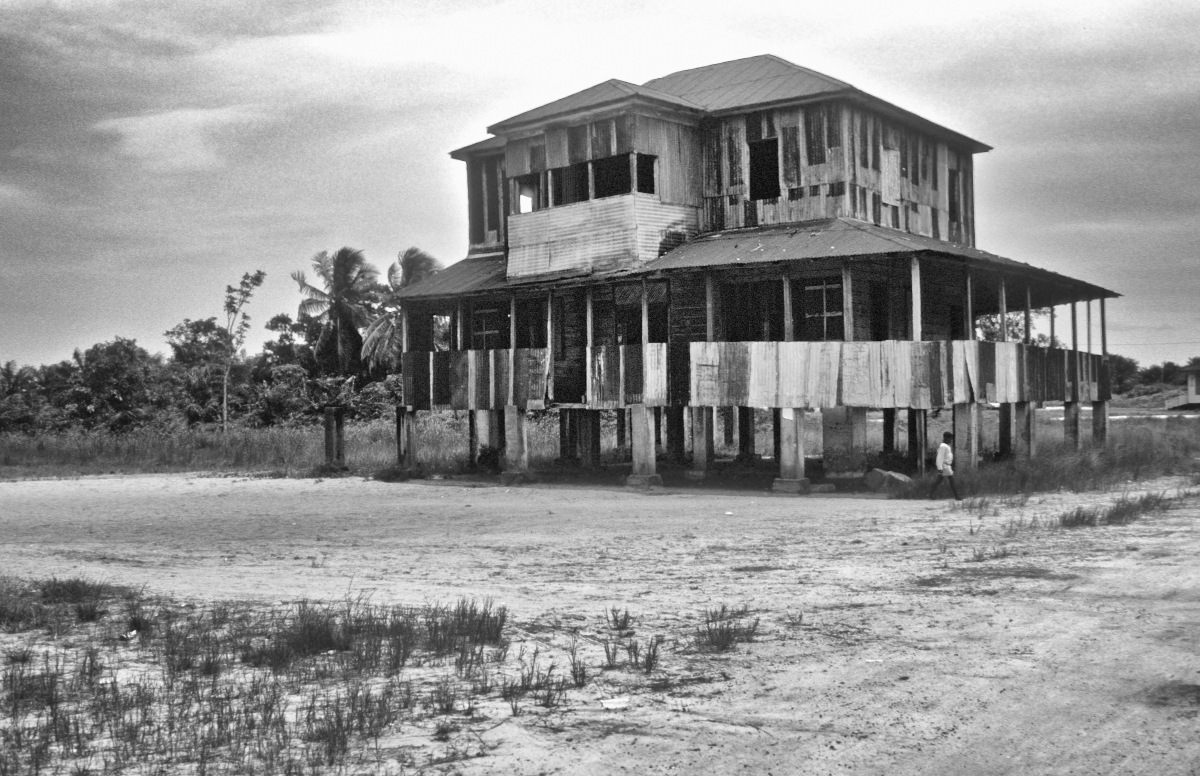
Siedlerhaus in Robertsport, Liberia, 1983

Bereits um 1900 begann als Ergebnis der fortschreitenden Missionierung der Aufbau von Kirchengebäuden. Hierbei wurde die bewährte Ziegelsteinbauweise bevorzugt und man orientierte sich an der traditionellen Bauweise (neoromanische und neogotische Architektur). In den entstehenden Städten und größeren Siedlungen wurden nur wenige Steingebäude errichtet, da Holz in großer Vielfalt und preiswert verfügbar war.
Ein deutlicher Wandel im Baustil der europäisch geprägten Architektur – sogenannte „Kolonialstilbauten“ – fand nach dem Ersten Weltkrieg statt. Billige Industriebaumaterialien – vor allem das Wellblech verdrängten die bisherigen Naturbaustoffe und wurden zum Statussymbol des modernen Bauens – heute sind sie entwertet und Synonym für die Slum-Architektur der Townships.
Zu den bemerkenswertesten Gebäuden in der Altstadt Monrovias zählt der Masonic Temple – das Haus der liberianischen Freimaurerloge, heute eine von Obdachlosen bewohnte Ruine.

## Architektur der Moderne

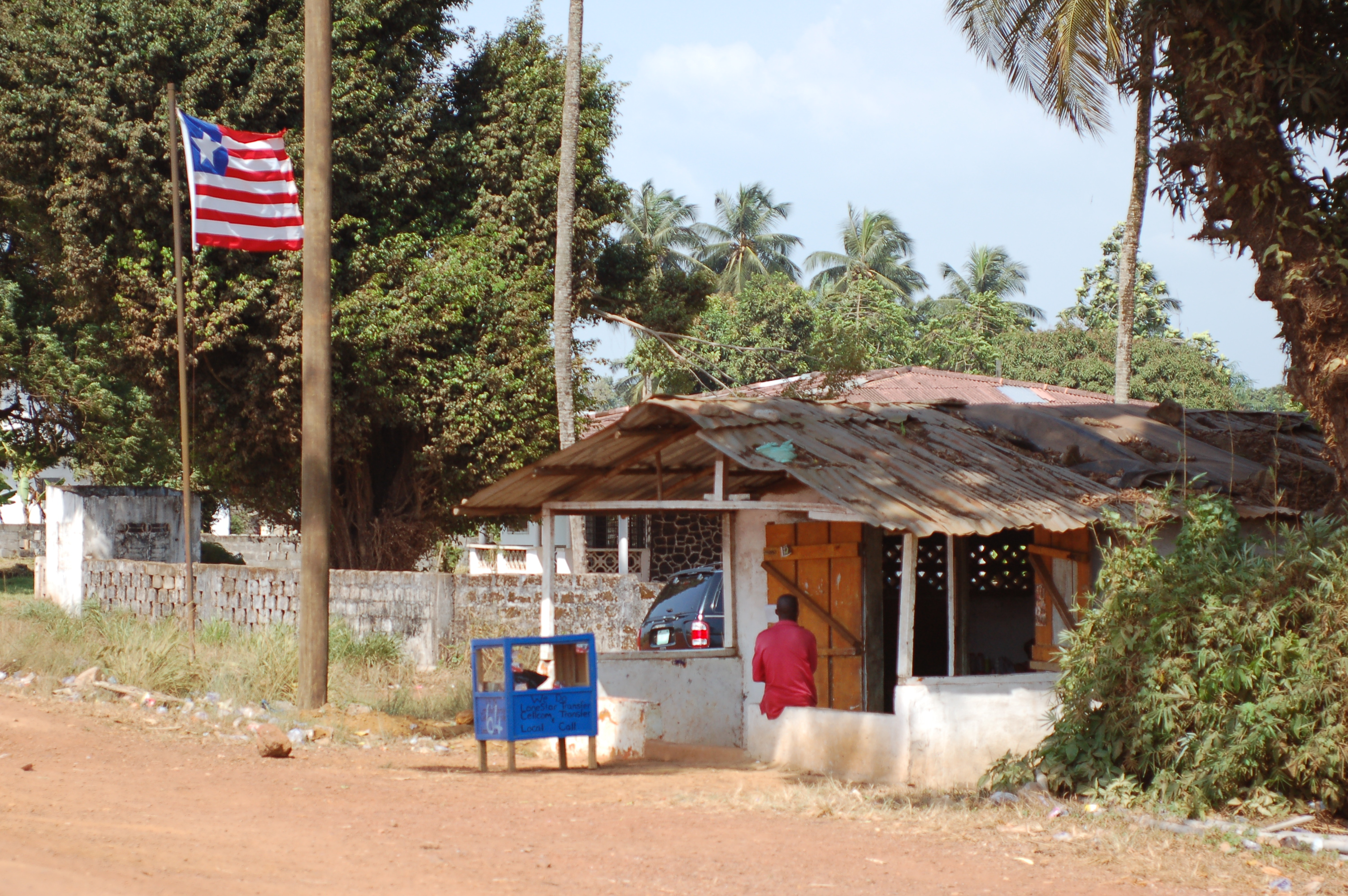
Seit dem Bürgerkrieg lebt ein Großteil der Bevölkerung in Notquartieren und Wellblechhütten.

Anfang der 1950er Jahre erhielt eine Gruppe junger farbiger Architekten, darunter Henry Clifford Boles aus den Südstaaten der USA einen Lehrauftrag an der neu gegründeten Universität of Liberia im Fach Architektur und Städtebau. Ihre Aufgabe bestand neben der Lehrausbildung einheimischer Architekten auch in der Planung von mehreren Mustergebäuden, die als amerikanische Entwicklungshilfe angesehen wurden: Die Monrovia Elementary School (1954) und das gleichfalls in Monrovia errichtete Bürogebäude Mines and Geology Office of Liberia (1955) ebenfalls entsprachen dem amerikanischen Baustandard. Eine Vielzahl von Gebäuden der Moderne entstand in der Amtszeit der Präsidenten William S. Tubman und William R. Tolbert junior.

## Urbanisierungsprozesse in Monrovia

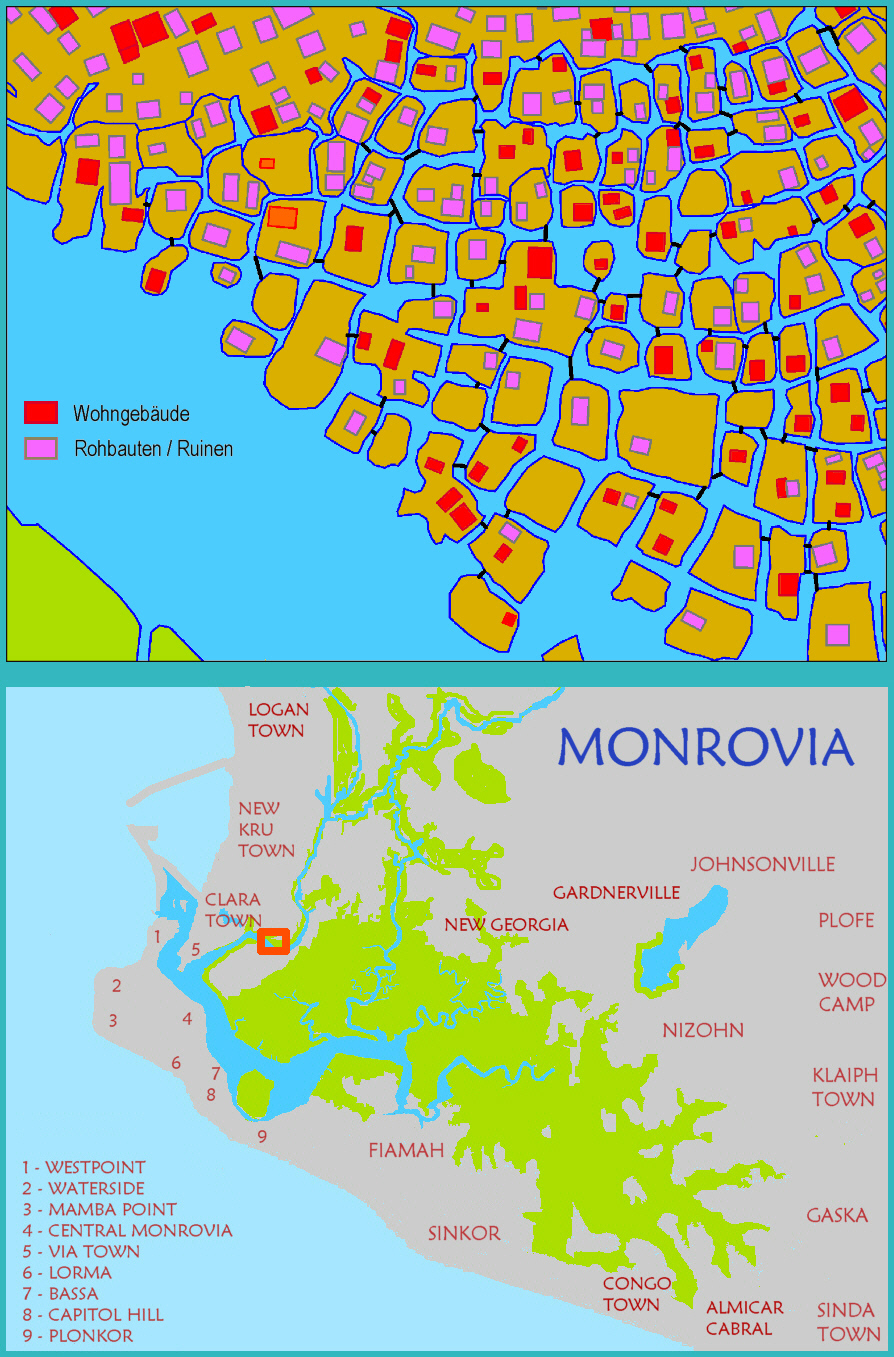
Ein neuer Stadtteil Monrovias entsteht im Mangrovensumpf

Das Stadtgebiet von Monrovia gliedert sich in die historische Altstadt mit den Regierungs- und Verwaltungsgebäuden auf dem Capitol Hill und dem Kap Mesurado. Nach Osten schließen sich die Stadtteile der begüterten Bürger an, Congo Town und Paynesville.
Die Insel Bushrod Island ist das Industrie- und Wirtschaftszentrum der Hauptstadt mit den angrenzenden Hafenanlagen und zahlreichen Lagerhallen. Dort enden auch die Bahnlinien aus dem Hinterland.
In den 1960er Jahren versuchte die Tubmann-Regierung den Bau von Sozialwohnungsquartieren im Stadtteil West Point mit Hilfe europäischer und amerikanischer Architekten zu verwirklichen. Die National Housing Authority of Liberia wurde beauftragt, im Stadtteil Musterhäuser zu errichten. Der Plan scheiterte kläglich, weil die Bevölkerung des Stadtteils in den am Reißbrett entworfenen Reihenhaus-Wohnungen keine Verbesserung ihrer Lebensqualität erkannte. Eine Studie der Gesamthochschule Kassel mit dem Titel «Squatters in Monrovia» zeigt Lösungen für die Verbindung traditioneller westafrikanischer Wohnungsbauformen und westlicher Wohnungsbau-Technologie.

Im Ergebnis des Bürgerkrieges entstanden am Stadtrand von Monrovia mehr als 10 Flüchtlingslager und Camps von Obdachlosen aus der Stadt. Die durch das fortschreitende Bevölkerungswachstum verschärfte Wohnungsnot zwingt viele Familien in die bisher unbesiedelte Mangrovenregion vorzudringen. Es entstehen illegale Siedlungen – sogenannte Shanty Towns, die als Elendsquartiere gelten.

## Architekten und Stadtplaner
- Henry Clifford Boles – Dozent für Architektur und Städtebau, entwarf das Verwaltungsgebäude der Bergbaubehörde und die Monrovia Elementary School
- Winston Richards – zahlreiche Regierungsgebäude in Liberia, er war in den 1970er Jahren auch für die städtebauliche Entwicklung Monrovias verantwortlich

## Bauwerke in Liberia

### Repräsentationsbauten
- der Centennial Pavilion in Monrovia ist eine Art Ruhmeshalle und ebenfalls ein Nationaldenkmal in Monrovia
- Der Masonic Temple war das Zentrum der Freimaurer-Loge Monrovias, es wurde im Bürgerkrieg schwer verwüstet, dann von Obdachlosen besetzt und gilt als schönste Ruine der Stadt.
- Das in Harper erbaute William V.S. Tubman Library Museum.
- Das Tubman Centre of African Culture in der Provinzhauptstadt Robertsport.
- Das in Monrovia erbaute Ducor Hotel galt als eines der vornehmsten Häuser in ganz Westafrika und befindet sich auf dem höchsten Punkt der Hauptstadt.
- Der Flughafen Monrovia geht auf einen amerikanischen Militärstützpunkt aus dem Zweiten Weltkrieg zurück. Es wurde in den 1970er Jahren modernisiert.

### Regierungsgebäude

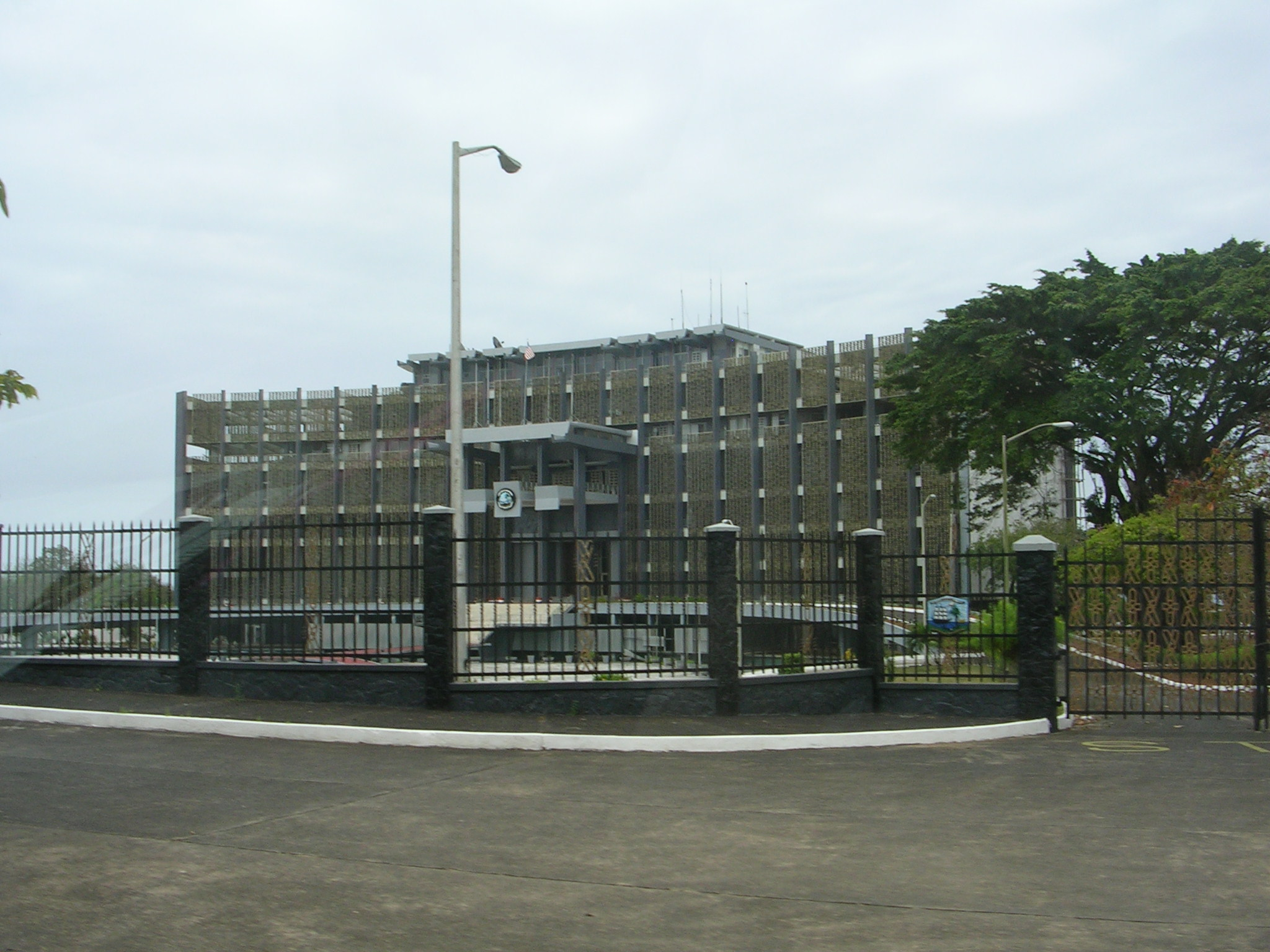
Präsidentenpalast in neuem Glanz

- der Presidential Palace ist der Amtssitz der liberianischen Präsidenten
- das als Capitol Building bekannte Gebäude orientiert sich am amerikanischen Vorbild und zählt zu den Nationaldenkmälern des Landes.
- Das Edward J. Roye Building, heute eine ausgebrannte Hochhausruine, war ein repräsentatives Regierungsgebäude.
- der Temple of Justice – der Sitz des Justizministeriums
- das National Police Headquader – Sitz der Polizeiverwaltung

### Ausländische Hilfsorganisationen
- das United Nation Building ist die Repräsentanz und Einsatzzentrale der UNO-Hilfsorganisationen in Liberia
- das UNMIL-Headquater ist das Verwaltungsgebäude der UNMIL in Liberia

### Ausländische Botschaften
- die Schwedische Botschaft

### Städtebau
- die Yekepa Bergarbeiter- und Werkssiedlung
- die Werkssiedlung Bong Town
- die Werkssiedlung der Firestone-Plantage
- der Universitäts-Campus von Monrovia

### Bauwerke der Infrastruktur
- die als Entlastungsstraße konzipierte Verkehrsstraße Somalia Drive
- die Gabriel Tucker Bridge über den Mesurado River in Monrovia
- die St. Pauls River Bridge in Monrovia
- der Mount-Coffee-Staudamm
- das Firestone-Wasserkraftwerk
- der Leuchtturm (Kap Mesurado)
- der Freeport Monrovia
- das John F. Kennedy Medical Center
- das Eternal Love Winning Africa Hospital
- die OMEGA Station B bei Monrovia war eine Funknavigationsanlage für den internationalen und militärischen Luftverkehr

### Kirchen und Moscheen
- die Catholic Cathedral in Monrovia
- die St. Mary Catholic Church in Sanniquellie
- die First United Methodist Church in Sanniquellie
- die Baptist Church in Sanniquellie
- die Providence Baptist Church in Monrovia
- die Moschee in der Benson Street Monrovias
- die Moschee in der Provinzhauptstadt Ganta

### Kulturstätten
- Queen’s Theatre (Sanniquellie)

### Sportanlagen
- das Antoinette Tubman Stadium in Monrovia ist die bedeutendste Sportstätte des Landes
- der Seaview Golf Club befindet sich nahe dem Hotel Africa am Saint Paul River
- der Samuel Kanyon Doe Sports Complex befindet sich im Stadtteil Paynesville der Hauptstadt Monrovia.

### Denkmäler
- das Rot-Kreuz-Denkmal in Monrovia